# Puerto Duperrey
Puerto Duperrey es una ensenada de la zona noreste de la isla Soledad del archipiélago de las Malvinas, que según la Organización de las Naciones Unidas (ONU), está en litigio de soberanía entre el Reino Unido, quien la administra como parte del territorio británico de ultramar de las Malvinas, y la Argentina, quien reclama su devolución, y la integra en el departamento Islas del Atlántico Sur de la provincia de Tierra del Fuego, Antártida e Islas del Atlántico Sur.
Se ubica en la costa meridional de la Bahía de la Anunciación, al sur de  Puerto Soledad y al oeste de Bahía Urania.
Como muchos topónimos de la zona de la Bahía de la Anunciación, su nombre es de origen francés, y recuerda al navegante Louis Isidore Duperrey que arribó a la isla Soledad en noviembre de 1822.